# Joachim Schrey
Joachim Schrey (* 1961) ist ein deutscher Rechtsanwalt, juristischer Fachautor und Honorarprofessor mit Spezialgebieten Datenschutzrecht und IT-Compliance, Fachanwalt für Informationstechnologierecht.

## Leben
Schrey studierte von 1981 bis 1986 Rechtswissenschaft an der Universität Mannheim. Der Medienrechtler wurde 1989 mit dem Thema Wettbewerbsrechtliche Probleme beim Bildschirmtext promoviert. 1990 legte er sein Zweites Staatsexamen ab und wurde Mitarbeiter der Frankfurter Kanzlei Clifford Chance, 1995 deren Partner.
Er ist heute Honorarprofessor im Bereich Wirtschaftsinformatik und Informationsmanagement an der Goethe-Universität Frankfurt am Main und Partner der Sozietät Noerr LLP in Frankfurt am Main. Er ist Mitglied im Fachausschuss Informationstechnologierecht der Rechtsanwaltskammer Frankfurt am Main, Referent der deutschen Anwaltakademie und beim „Institut für Wirtschaftsinformatik“ in Frankfurt. Er ist Aufsichtsratsmitglied von Versicherungsgesellschaften und Verfasser oder Coautor zahlreicher Aufsätze in Fachbüchern und Fachzeitschriften.

## Schriften
- Joachim Schrey und Thomas W. Haug: ACTA (Anti-Counterfeiting Trade Agreement) - ohne Auswirkungen auf das deutsche und europäische Recht in Kommunikation und Recht 2011, Heft 3, Seiten 171 ff.
- Joachim Schrey; Tobias Kugler: IT-Agreements in Germany: [englischsprachige IT-Verträge nach deutschem Recht] München: Beck 2011, ISBN 978-3-406-62058-4
- Joachim Schrey; Tobias Frevert: Muss die Bundesnetzagentur die Netzneutralität verteidigen – Eine Standortbestimmung zur Zulässigkeit des Bandbreitenmanagements. MMR 2010, S. 596 ff.
- Torsten Gründer und Joachim Schrey (Hrsg.): Managementhandbuch IT-Sicherheit: Risiken, Basel II, Recht. Berlin: Erich Schmidt 2007, ISBN 978-3-503-10002-6, ISBN 3-503-10002-4
- Mitherausgeber von Thomas Söbbing: Handbuch IT-Outsourcing. 3. Auflage C. F. Müller 2006, ISBN 3-8114-3320-2[11]
- Joachim Schrey: Wettbewerbsrechtliche Probleme beim Bildschirmtext. München: Fischer 1989, Zugl.: Mannheim, Univ., Diss., 1989, ISBN 3-88927-061-1